# Waitoa (rivière)
La rivière  Waitoa  (en =anglais : Waitoa River) est une rivière majeur de la région de Waikato de l’Île du Nord de la Nouvelle-Zélande.

## Géographie
Elle s’écoule initialement vers le nord-est à partir de son origine à “ Piarere”  (au nord du lac Karapiro), avant de virer au nord à travers “Hinurea Flats” pour passer à l’ouest de la ville de Matamata, de Walton et de Waharoa avant de s‘écouler à travers la ville de Waitoa et d’atteindre le coin sud de la Plaine d’Hauraki. Elle converge ensuite avec le fleuve  Piako dans le marais de  Kopuatai Peat Dome à approximativement 15 kilomètres au nord de la ville de Morrinsville.